# HAT-P-7b
HAT-P-7b (Kepler-2b) – planeta pozasłoneczna typu gorący jowisz znajdująca się w odległości około 1000 lat świetlnych od Ziemi w gwiazdozbiorze Łabędzia. Planeta ta została odkryta 6 marca 2008 w programie HATNet. Obiega ona gwiazdę GSC 03547-01402 (HAT-P-7).
Planeta HAT-P-7b okrąża swoją macierzystą gwiazdę w ciągu zaledwie 31 godzin. Zarejestrowano również obecność atmosfery wokół planety. Temperatura na jej dziennej stronie osiąga 2730 K.
HAT-P-7b porusza się po orbicie ruchem wstecznym, czyli w kierunku przeciwnym do obrotu gwiazdy dookoła własnej osi. Dokładny mechanizm dlaczego planeta porusza się ruchem wstecznym nie był dokładnie wyjaśniony w momencie odkrycia planety, według ówczesnego stanu wiedzy wpływ grawitacyjny gwiazdy na planetę powinien w odpowiednio długiej skali czasowej uniemożliwić ruch wsteczny. W 2012 dzięki dodatkowym obserwacjom dokonanym przez teleskop Subaru udało się odkryć nieznanego wcześniej towarzysza gwiazdy HAT-P-7, który otrzymał oznaczenie HAT-P-7B oraz drugą planetę pozasłoneczną orbitującą HAT-P-7, która otrzymała oznaczenie HAT-P-7c. HAT-P-7c orbituje gwiazdę w większej odległości niż HAT-P-7b, odkrycie tej planety oraz drugiej gwiazdy towarzyszącej HAT-P-7 może wyjaśniać niezwykłą orbitę HAT-P-7b w ramach tzw. sekwencyjnego mechanizmu Kozai. Podejrzewa się, że w pierwszym etapie tworzenia dzisiejszego układu planetarnego gwiazda HAT-P-7B wpłynęła grawitacyjnie na zewnętrzną planetę HAT-P-7c, nachylając w znaczny sposób jej płaszczyznę orbity, co z kolei wpłynęło na orbitę HAT-P-7b, stopniowo zmieniając kierunek jej biegu.
W ramach obserwacji planety i jej gwiazdy prowadzonych od maja 2009 do marca 2011 odkryto, że planeta ma prawdopodobnie bezpośredni wpływ na powierzchnię obieganej przez nią gwiazdy. Grawitacja planety podnosi nieco znajdującą się najbliżej niej powierzchnię gwiazdy i odrywa ją chwilowo od gorącego jądra gwiazdy. Na powierzchni gwiazdy wytwarza się „ciemna plama” poruszająca się trzy godziny za pozycją planety, a powierzchnia plamy jest o około 0,1 kelwina chłodniejsza od reszty powierzchni gwiazdy. Jeżeli obserwacje te zostaną potwierdzone, to będzie to pierwszy znany przykład tzw. przyciemniania grawitacyjnego (gravity darkening) wywołanego przez grawitację planety, a nie jak zazwyczaj przez bardzo szybki ruch obrotowy gwiazdy.
4 czerwca 2011 HAT-P-7b była obiektem milionowej obserwacji dokonanej przez Kosmiczny Teleskop Hubble’a.